# Sabrina und die Zauberhexen
Sabrina und die Zauberhexen ist ein amerikanischer Fernsehfilm aus dem Jahr 1996 des Regisseurs Tibor Takács. Nach dem Film erschien die Serie Sabrina – Total Verhext!

## Handlung
Sabrina Sawyer lebt mit ihren Tanten in Riverdale. An ihrem 16. Geburtstag entdeckt Sabrina, dass sie eine Hexe ist. Sabrina verliebt sich in Seth, den süßesten Jungen in der Schule. Seth ist mit Katie La More zusammen, sie gilt in der Schule als gemein. Sabrina muss einen Weg finden, ihre neu entdeckte magische Kräfte zu nutzen, damit Seth sie bemerkt. Aber sie darf gleichzeitig keinen Liebeszauber benutzen, da dieser sie selbst treffen könnte.
Nachdem Katie Seth verlassen hat, bemerkt er Sabrina. Sabrina kann ihre Magie einsetzen, um einen Wettbewerb zu gewinnen und Seth dazu zu bringen, sie zum Spring Fling zu bitten. Katie entdeckt Sabrinas Geheimnis und macht sich daran, alle wissen zu lassen, was Sabrina ist. Sabrina verwandelt Katie in einen Pudel, um sie aufzuhalten. Später verwandelt Sabrina sie wieder zurück. Währenddessen verliebt sich Harvey in Sabrina und wartet ab, ob Sabrina auch Harvey mag. Die Geschichte endet glücklich mit Sabrina und Harvey zusammen beim Tanz.

## Produktion und Veröffentlichung
Regie führte Tibor Takács und die Drehbücher schrieben Barney Cohen, Kathryn Wallack, Nicholas Factor. Die Produzenten waren Richard Davis, Alana H. Lambros. Die Musik komponierte Greg De Belles und für die Kameraführung war Bernard Salzmann verantwortlich. Für den Schnitt verantwortlich war Daria Ellermann.
Der Pilotfilm wurde am 7. April 1996 auf Showtime ausgestrahlt. Der Film erschien am 15. Januar 2015 in Deutschland auf DVD.

## Synchronisation
| Rolle                     | Schauspieler       | Deutsche Synchronsprecher |
| ------------------------- | ------------------ | ------------------------- |
| Sabrina Sawyer            | Melissa Joan Hart  | Sonja Reichelt            |
| Tante Hilda               | Sherry Miller      | Kathrin Ackermann         |
| Tante Zelda               | Charlene Fernetz   | Dagmar Dempe              |
| Salem Saberhagen (Stimme) | Nick Bakay         | Michael Schwarzmaier      |
| Seth                      | Ryan Reynolds      | Manou Lubowski            |
| Katy Lemore               | Lalainia Lindbjerg | Uta Kienemann-Zaradic     |
| Harvey                    | Tobias Mehler      | Johannes Raspe            |
| Marnie Littlefield        | Michelle Beaudoin  | Melanie Manstein          |
| Mr. Dingle                | Jim Swansburg      | Oliver Stritzel           |
| Coach                     | Jo Bates           | Anke Reitzenstein         |

## Rezeption
- TV Spielfilm bezeichnete den Film als Hexenmärchen, so mild wie moralisch.[5]
- Der Film konnte 52 % der Nutzer auf Rotten Tomatoes überzeugen und erhielt auf IMDb einen Score von 6,3 von 10 möglichen Punkten.[6][7]

## Unterschiede zur Fernsehserie
- Im Film ist Sabrinas Nachname Sawyer und nicht Spellman wie in der Serie.

- Im Pilotfilm lebt Sabrina in Riverdale und in der Serie lebt sie in Westbridge.

- In der Serie benutzt sie ihren Finger, um Zauber zu wirken, aber im Film braucht sie nur die Kraft ihres Geistes.

- Im Film sind beide Eltern Hexen, während in der Fernsehserie ihr Vater ein Zauberer und ihre Mutter ein Mensch ist.

- Im Film ist Katie Sabrinas Gegenspielerin, während es in der Serie Libby ist.

- Michelle Beaudoin spielt Marnie, Sabrinas unintelligente und unbeliebte Freundin, während in der ersten Staffel der TV-Serie ihre Figur (auch Sabrinas beste Freundin) Jenny heißt und ziemlich klug ist.

- Katie ist eher eine stereotype Cheerleaderin als Libby, da sie blond und schlank ist, während Libby schwarzhaarig und kurvig ist.

- In der TV-Serie ist Tante Hilda die eher unintelligente „lustige Tante“ und Tante Zelda ist viel brillanter und ernster. Im Film sind beide Hexen ziemlich schlau, aber Zelda ist viel ernster als Hilda.

- Salem hat eine andere Synchronsprecher als in der Serie.

- In der Serie ist Salem viel egoistischer und wurde in eine Katze verwandelt, weil er die Welt erobern wollte, während Salem im Film viel raffinierter ist und sich in eine Katze verwandelte, um jemanden zu küssen, der ihn nicht wirklich liebte.

- Mit Ausnahme von Sabrina und Marnie / Jenny werden alle Rollen in der Sitcom und im Film von verschiedenen Schauspielern gespielt.

- In der Fernsehserie wird Sabrina gesagt, sie sei eine Hexe, bevor sie zur Schule geht. Im Film geht sie zur Schule, ohne zu wissen, dass sie eine Hexe ist, findet es aber in der Nacht ihres 16. Geburtstages heraus, indem sie das Zauberbuch findet. In der Serie gaben die Tanten ihr das Buch.

- Im Film hatte Sabrina eine Geburtstagsfeier mit allen aus der Schule, in der Serie waren nur ihre Tanten und Salem auf der Party.

- Im Film kennt Sabrina bereits Marnie / Jenny, während sie in der Serie zum ersten Mal auf Jenny trifft.